# (25628) Kummer
(25628) Kummer est un astéroïde de la ceinture principale.

## Description
(25628) Kummer est un astéroïde de la ceinture principale. Il fut découvert le 7 janvier 2000 à Prescott (Arizona) par Paul G. Comba. Il présente une orbite caractérisée par un demi-grand axe de 2,29 UA, une excentricité de 0,16 et une inclinaison de 0,7° par rapport à l'écliptique.

## Compléments